# Gouvernement insulaire des Îles Philippines
Ne doit pas être confondu avec Gouvernement militaire américain des Îles Philippines.
1901–1935
Entités précédentes :
- Gouvernement militaire américain des Îles Philippines

Entités suivantes :
- Commonwealth des Philippines

Le gouvernement insulaire des Îles Philippines, en anglais Insular Government of the Philippine Islands, en espagnol Gobierno Insular de las Islas Filipinas, est le régime politique en vigueur aux Philippines entre 1901 et 1935. Il fait suite au gouvernement militaire américain des Îles Philippines mis en place après la guerre hispano-américaine qui voit la souveraineté de l'archipel passer de l'empire colonial espagnol à celui des États-Unis. Ce territoire dépendant dévolu aux États-Unis sera remplacé par le Commonwealth des Philippines.